# Aksel Sandemose
Aksel Sandemose, vlastním jménem Axel Nielsen (19. března 1899 Nykøbing – 6. srpna 1965 Kodaň) byl norský spisovatel. Je předním představitelem skandinávského modernismu první poloviny 20. století.

## Biografie
Roku 1914 uprchl z Dánska, přes moře do Kanady. Uprchlictví a život na moři a v přistěhovaleckém prostředí v Kanadě patří mezi ústřední témata jeho tvorby. V roce 1930 se usadil v Norsku a změnil si jméno. Debutoval v roce 1923 dánsky psanými povídkami Fortællinger fra Labrador (Povídky z Labradoru). V průlomovém, prvním norsky psaném románu En sjøman går i land (Námořník jde na pevninu, 1931) se poprvé objevuje hrdina Espen Arnakke z Jante, který páchá vraždu v Kanadě. V románu En flykning krysser sitt spor (Uprchlík kříží svou stopu, 1933, česky 2008), který představuje jeden z pilířů norské literatury první poloviny 20. století, hledá pak motivy této vraždy. Zákon Jante (Janteloven), který zde popisuje, vstoupil do každodenního slovníku Norů jako synonymum tyranizujícího tlaku většinové společnosti na jedince.

## Dílo (překlady do češtiny)
- Uprchlík kříží svou stopu (En flykning krysser sitt spor, 1933), Argo, Praha 2008, překlad: Jarka Vrbová
- Vzpoura na plachetnici Zuidersee (Mytteriet på barken Zuidersee, 1963), Odeon, Praha 1966, překlad: Božena Køllnová-Ehrmannová
- Seznam děl v Souborném katalogu ČR, jejichž autorem nebo tématem je Aksel Sandemose